# Dichagyris dichroa
Dichagyris dichroa är en fjärilsart som beskrevs av Charles Boursin 1940. Dichagyris dichroa ingår i släktet Dichagyris och familjen nattflyn. Inga underarter finns listade i Catalogue of Life.